# Cucurpe
Cucurpe é um município do estado de Sonora, no México.